# Eldridge Wayne Coleman
Eldridge Wayne Coleman beter bekend als "Superstar" Billy Graham (Phoenix (Arizona), 7 november 1943 – aldaar, 17 mei 2023), was een Amerikaans professioneel worstelaar, bodybuilder en NFL Football Player.
In 1980 deed hij mee aan de wedstrijd Sterkste Man van de Wereld. Als worstelaar was hij vooral bekend van zijn tijd bij World Wide Wrestling Federation en in 2004 werd hij geïntroduceerd op de WWE Hall of Fame.
Coleman kampte de laatste jaren van zijn leven met gezondheidsproblemen, en hij overleed op 17 mei 2023 op 79-jarige leeftijd.

## In worstelen
- Finishers
  - Gutwrench lifted and twisted into a bearhug

- Signature moves
  - Delayed vertical suplex
  - Low blow
  - Belly to back suplex
  - Hangman
  - Poking or raking of the opponent's eyes

- Managers
  - The Grand Wizard of Wrestling
  - Jimmy Hart
  - Bobby Heenan
  - Oliver Humperdink
  - Paul Jones
  - Adnan El Kassey
  - Kevin Sullivan

- Worstelaars gemanaged
  - Don Muraco
  - Steve Strong

## Prestaties
- Championship Wrestling from Florida
  - NWA Florida Heavyweight Championship (2 keer)
  - NWA Florida Tag Team Championship (1 keer met Ox Baker)
  - NWA Southern Heavyweight Championship (1 keer)

- Continental Wrestling Association
  - CWA World Heavyweight Championship (1 keer)

- International Pro Wrestling
  - IWA World Heavyweight Championship (1 keer)

- NWA Big Time Wrestling
  - NWA Brass Knuckles Championship (3 keer)

- NWA Mid-Pacific Promotions
  - NWA Hawaï Heavyweight Championship (1 keer)

- NWA San Francisco
  - NWA World Tag Team Championship (2 keer met Pat Patterson)

- Pro Wrestling Illustrated
  - PWI Most Hated Wrestler of the Year (1973)
  - PWI Match of the Year (1977) vs. Bruno Sammartino op 30 april
  - PWI Match of the Year (1978) vs. Bob Backlund op 20 februari

- World Wide Wrestling Federation/World Wrestling Entertainment
  - WWWF World Heavyweight Championship (1 keer)
  - Slammy Award
    - "Hulk Hogan Real American" (1987)

  - WWE Hall of Fame (Class of 2004)

- Wrestling Observer Newsletter awards
  - Best Pro Wrestling Book (2006) – met Keith Greenberg)
  - Wrestling Observer Newsletter Hall of Fame (Class of 1996)